# Ивич, Велимир
Велимир Ивич (серб. Велимир Ивић; род. 27 августа 2002) — сербский шахматист, гроссмейстер (2020). Победитель командного чемпионата Европы (2023). Чемпион Сербии (2021, 2022).

## Биография
В 2017 году на командном чемпионате Европы по шахматам среди юношей в возрастной группе до 18 лет Велимир Ивич в составе сборной Сербии завоевал серебряную медаль в командном зачете и золотую медаль в личном зачете
В 2021 году в Сочи участвовал в Кубке мира по шахматам, где в 1-м туре победил американского гроссмейстера Роберта Хунгаски со счетом 1,5:0,5, во 2-м туре был сильнее испанца Франсиско Вальехо Понса с таким же счетом, в 3-м туре переиграл немца Маттиаса Блюбаума со счетом 1,5:0,5, а в 4-м туре победил российского гроссмейстера Дмитрия Андрейкина со счетом 3:1. И только в 1/8 финала этого турнира Ивича остановил другой российский гроссмейстер Владимир Федосеев со счетом 3:1. В 2023 году Ивич участвовал в Кубке мира, прошедшем в Баку: в первом раунде обыграл Э. Гюреля, во втором — уступил Ф. Вальехо Понсу.
Участник чемпионатов мира по рапиду и блицу (2021—2023).
Представлял сборную Сербии на крупнейших командных шахматных турнирах:
- в шахматных олимпиадах участвовал два раза (2018—2022)[5];
- в командных чемпионатах Европы по шахматам участвовал три раза (2019—2023). В 2023 году стал победителем соревнования в командном зачёте.

В ноябре 2021 года в Риге Велимир Ивич занял 82-е место на турнире «Большая швейцарка ФИДЕ».
За успехи в турнирах ФИДЕ присвоила Велимиру Ивичу звание международного мастера (IM) в 2018 году и международного гроссмейстера (GM) в 2020 году.

## Изменения рейтинга
| Графики недоступны из-за технических проблем. См. информацию на Фабрикаторе и на mediawiki.org. |